# Deliphrum
Deliphrum — род жуков из семейства стафилинид и подсемейства Omaliinae.

## Описание
Голени по наружному краю с сильными шипиками. Поперечная бороздка между теменем и шеей глубокая.

## Систематика

### Виды
Некоторые виды:
- Deliphrum algidum Erichson, 1840
- Deliphrum tectum (Paykull, 1789)